# Ginger Baker

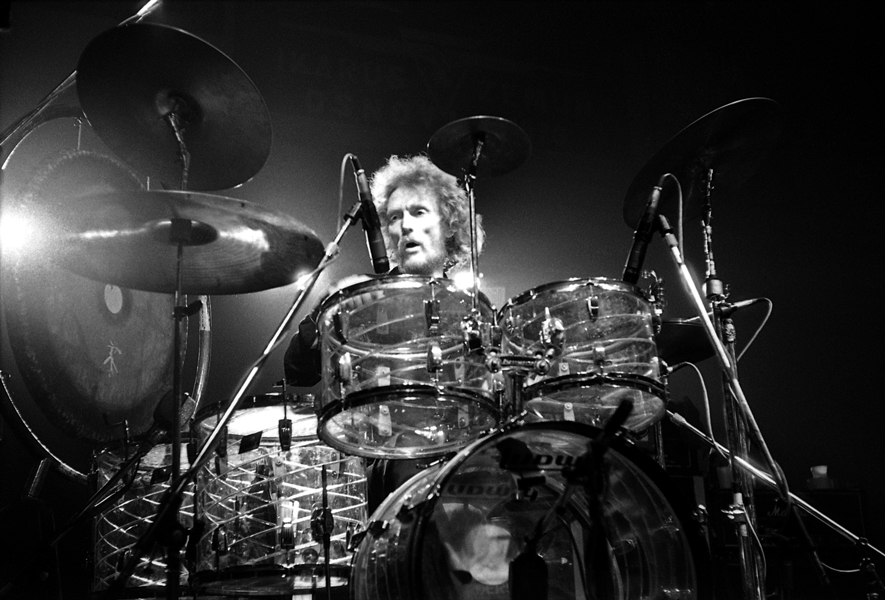
Ginger Baker (1980)

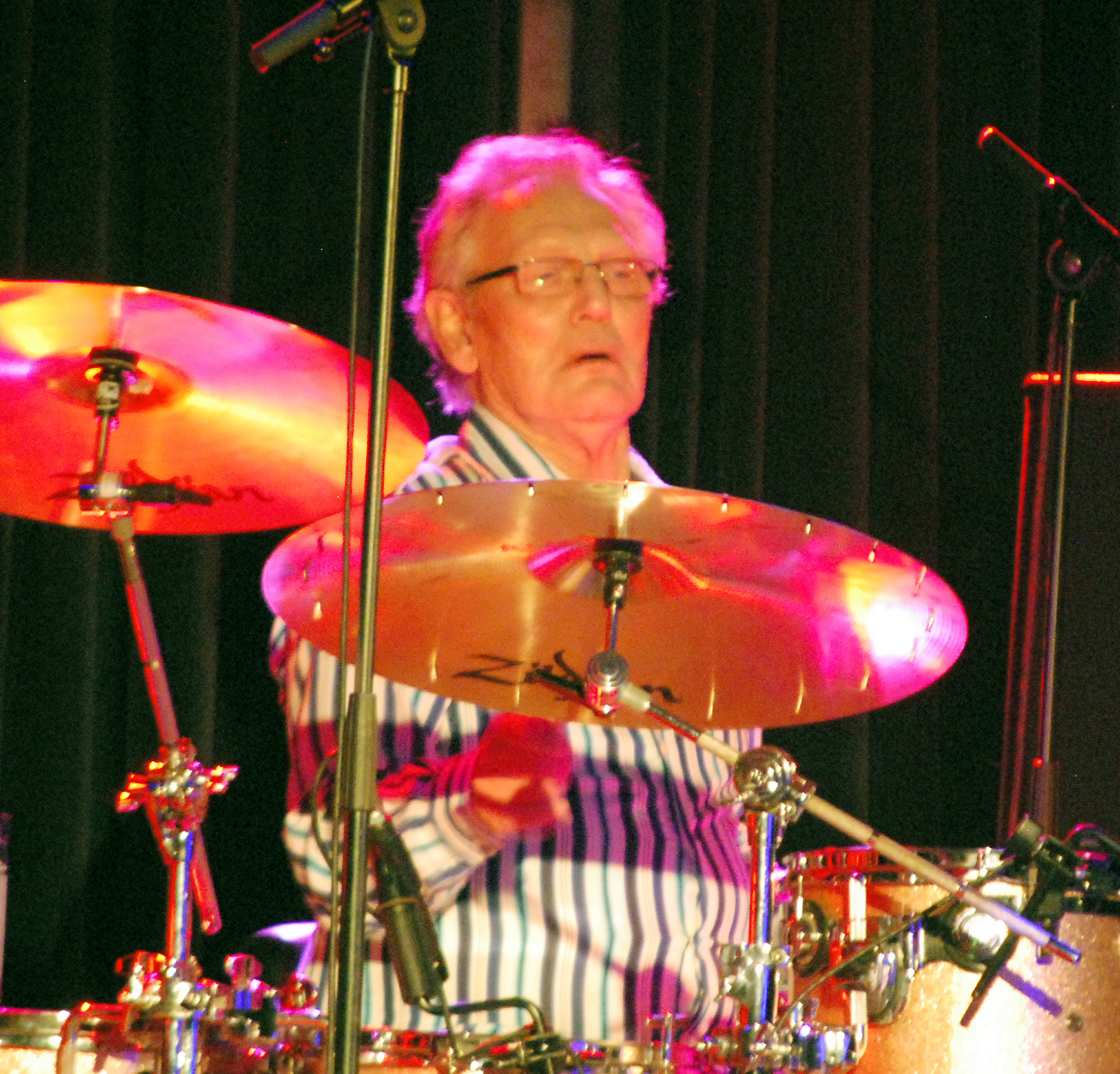
Ginger Baker (2011)

Peter Edward „Ginger“ Baker (* 19. August 1939 in Lewisham, London; † 6. Oktober 2019 in Canterbury) war ein britischer Schlagzeuger. Den Spitznamen „Ginger“ bekam er wegen seiner roten Haare.

## Biografie
Baker, der ursprünglich Klavier und Trompete spielte, war ab 1956 als Schlagzeuger bei Bob Wallis and The Storyville Jazz Band (mit der erste Aufnahmen entstanden). Im Jahr 1957 wechselte er zu Mr. Acker Bilk, dann zu Terry Lightfoot (mit dem 1958 das Album Tradition In Colour entstand) und nahm Unterricht bei Phil Seamen.
Ende der 1950er Jahre lernte er Dick Heckstall-Smith und Alexis Korner kennen. 1962 ersetzte er den Schlagzeuger Charlie Watts in Alexis Korners Blues Incorporated. Dort traf er auf Jack Bruce, Dick Heckstall-Smith und Graham Bond, mit denen er nur kurze Zeit später die Graham Bond Organization gründete. Baker nahm mit dieser Formation zwei Langspielplatten auf und tourte intensiv durch Großbritannien. Er gestaltete außerdem die Plattencover und kümmerte sich um das Finanzielle.
Im Jahr 1966 entstand auf seine Initiative hin die Gruppe Cream mit Eric Clapton an der Gitarre und Jack Bruce am Bass. In diesem Powertrio, das in den späten 1960er Jahren als Supergroup galt, spielten erstmals in der Popgeschichte alle beteiligten Instrumente – Gitarre, Bass, Schlagzeug – gleichberechtigt nebeneinander; auf diese Weise entstanden bis dahin in der Popmusik nicht gekannte ausgedehnte Improvisationen. Aufgrund der ausgeprägten Eitelkeit der drei Musiker kam es jedoch von Anfang an zu Konflikten, vor allem zwischen Bruce und Baker, an deren Feindschaft die Band zerbrach.
Nach der Auflösung von Cream spielte Baker mit Eric Clapton, Steve Winwood und Ric Grech in der Gruppe Blind Faith, die sich jedoch im September 1969 nach der Veröffentlichung des Albums Blind Faith und einer anschließenden, sehr erfolgreichen Tournee wieder auflöste.
Im Jahr 1970 hatte Baker seine eigene Gruppe Ginger Baker’s Air Force, die jedoch im Frühjahr 1971 schon wieder aufgelöst wurde. Mitglieder waren u. a. Phil Seamen (dr), Steve Winwood (gui, voc), Graham Bond (org, voc), Ric Grech (bg, vi), Denny Laine (gui) und Chris Wood (sax, fl). Mit dieser offenen Formation mit zwei Schlagzeugern und einem Perkussionisten wandte sich Baker afrikanischen Einflüssen zu und verlegte auch seinen Wohnsitz nach Nigeria. Der Einfluss seiner engen Zusammenarbeit mit Fela Kuti und die Auseinandersetzung mit afrikanischen, aber auch arabischen Harmonien und Rhythmen wird auf späteren Alben wie Middle Passage hörbar.
Nach seiner Zeit bei Air Force arbeitete er mit den Brüdern Paul und Adrian Gurvitz zusammen. Mit der Baker Gurvitz Army entstanden drei Alben. In den Jahren darauf folgten diverse Jazzeinspielungen. Im Jahr 1980 gehörte Baker kurzzeitig zur Band Hawkwind, die er aber nach dem Album Levitation bereits wieder im Streit verließ.
Im Jahr 1990 trat Baker in die Rockgruppe Masters of Reality ein und spielte mit Chris Goss und Googe das Album Sunrise on the Sufferbus ein. 1993 verließ er die Masters, als sie im Vorprogramm der Rockgruppe Alice in Chains auftraten, und widmete sich wieder dem Polosport und seiner Pferdezucht. Er tourte und nahm CDs auf mit dem Bassisten Jonas Hellborg und veröffentlichte ein Album mit dem All-Star-Powertrio BBM mit Jack Bruce und Gary Moore. Mitte der 1990er Jahre formierte er mit Bill Frisell und Charlie Haden das Ginger Baker Trio, das zwei Alben veröffentlichte.
Im Mai 2005 kam es in der Londoner Royal Albert Hall zu dem lang ersehnten Wiederauftritt der Formation Cream, die ihr früheres Repertoire in Originalbesetzung präsentierte. Die Konzertreihe wurde für eine CD- und DVD-Veröffentlichung ausgewertet. Im Jahr 2011 ging er nach vielen Jahren wieder mit dem Bassisten Jonas Hellborg auf Tournee. 
2012 kam der US-Kinofilm Beware of Mr. Baker heraus, eine Biografie des US-Regisseurs Jay Bulger über das bewegte Leben von Ginger Baker. Der 92-minütige Dokumentarfilm kam Ende 2013 über den Verleih NFP auch in die deutschen Filmkunstkinos. In dem Dokumentarfilm stellt sich Baker als extrem schwieriger und starrsinniger Gesprächspartner heraus, vor allem in solchen Momenten, in denen ihn der Filmemacher Jay Bulger auf seine prekäre finanzielle Situation anspricht. In einer Szene schlägt Ginger Baker dem Regisseur Bulger vor laufender Kamera mit seinem Gehstock die Nase blutig. Anschließend schreien sich Baker und Bulger, der von dem berühmten Schlagzeuger verlangt, sich für den Schlag ins Gesicht zu entschuldigen, gegenseitig an. Später muss Filmemacher Jay Bulger über die aufbrausende Impulsivität von Ginger Baker schließlich lachen. Baker äußerte sich vor der Kamera zudem überaus negativ und herablassend über andere berühmte Drummer seiner Generation; er empfinde es als beleidigend, wenn John Bonham oder Keith Moon mit ihm in einem Atemzug genannt würden, da er ihnen weit überlegen gewesen sei. 
2014 ging der Schlagzeuger mit seiner Band Ginger Baker’s Jazz Confusion auf Tour. Seine letzten Auftritte hatte er im April 2019 in Deutschland, so u. a. auf dem Ruhr Jazz Festival in Bochum.
Ginger Baker starb am 6. Oktober 2019 im Alter von 80 Jahren in einem Krankenhaus in Südostengland.

## Spieltechnik und Instrumente
Ginger Baker gehörte zu den Schlagzeugern, die maßgeblich zur Verbreitung des Spielens mit zwei Bassdrums beigetragen haben. Zwar hatte Louie Bellson das Doppelbassspielen schon erfunden, allerdings wurde es erst durch Baker im populären Bereich richtig bekannt und fand viele Nachahmer. Heute gehört es quasi zum Standard des Metal- und Bigbandschlagzeugspiels, wobei allerdings meistens eine Doppelfußmaschine die zweite Bassdrum ersetzt.
Zum Doppelbassdrumspielen bedarf es dreier Pedale, daraus folgt ein stetes Wechseln des linken Fußes zwischen zwei Pedalen (Hi-Hat-Maschine und Fußmaschine für die linke Bassdrum).
In der Zeit von Cream bis zur Baker Gurvitz Army spielte Ginger Baker ein Schlagzeug der Firma Ludwig in der Farbe „Silver Sparkle“, heute ein begehrtes Vintage-Schlagzeug. Baker benutzte zwei Bassdrums, zwei Hängetoms und zwei Standtoms, was man als Doppelschlagzeug bezeichnet, weil es genau die doppelte Anzahl des seinerzeit eigentlich üblichen Drumsets darstellt. Später spielte er auch ein Ludwig-Vistalite (Acryl-Set in orange) wie auch John Bonham.
Neben Snare und Hi-Hat benutzte Baker auch noch sechs statt der eigentlich üblichen zwei Becken. Für diese verwendete er allerdings lediglich drei Ständer, da er jeweils zwei Becken auf einem Ständer montierte. Zusätzlich hatte er ein kleines Splash-Becken und eine Kuhglocke montiert.
Das Schlagzeugsolo Toad aus dem Jahr 1966 (veröffentlicht auf dem Album Fresh Cream) zeigt Bakers Umgang mit diesem großen Schlagzeug.
Bei den Cream-Reunion-Konzerten im Jahr 2005 spielte er ein Schlagzeug des Herstellers Drum Workshop (DW Drums) mit gleicher Trommelanzahl, allerdings anderem Aufbau der Toms. Der Rolling Stone listete Baker 2016 auf Rang drei der 100 größten Schlagzeuger aller Zeiten.

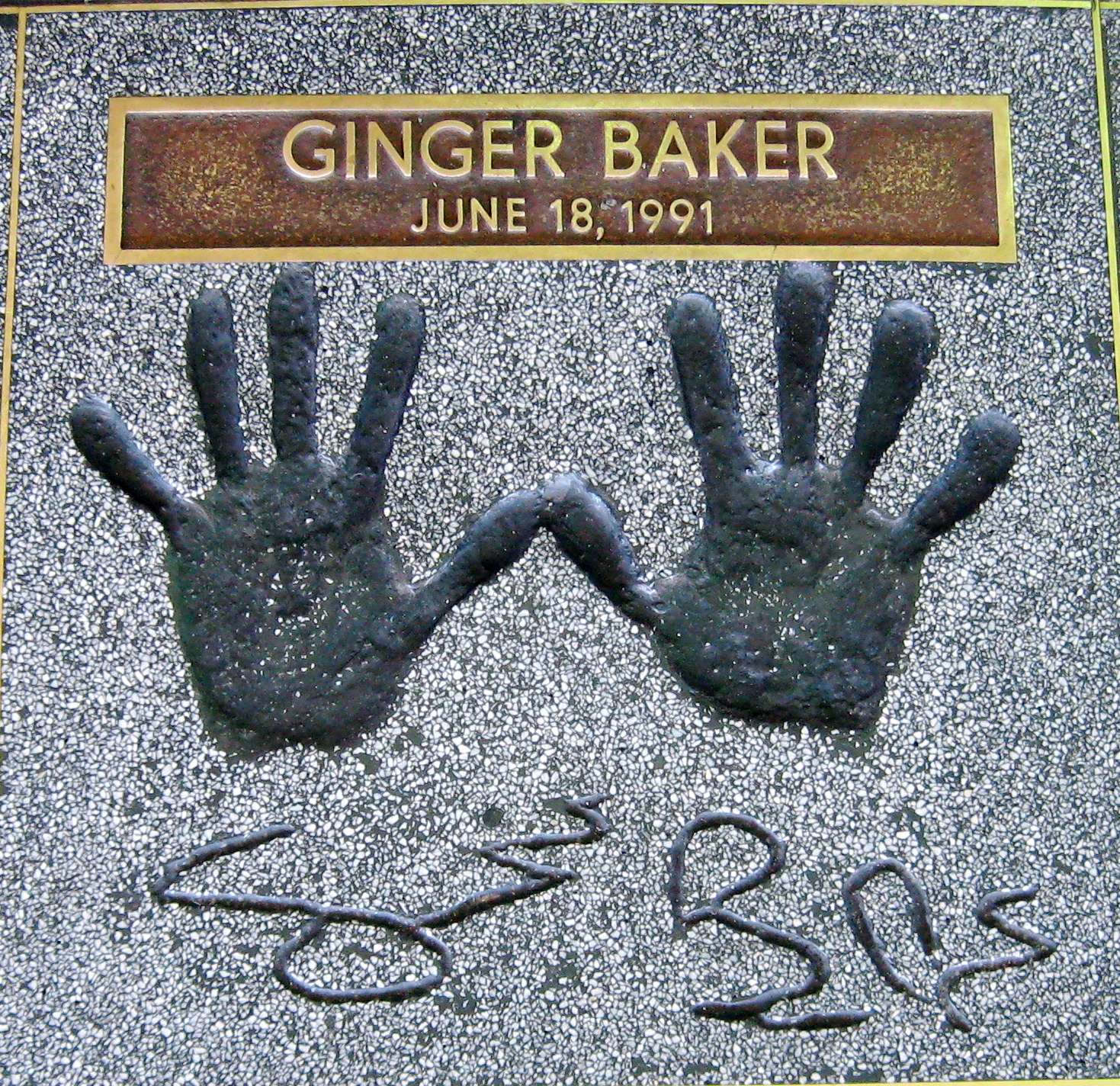
Ginger Bakers Handabdrücke auf dem Hollywood Rock Walk of Fame

## Diskografie (Auswahl)

### Graham Bond Organization
- The Sound Of 65 (1965), Columbia
- There’s A Bond Between Us (1966), Columbia

### Cream
siehe Cream#Diskografie

### Blind Faith
- Blind Faith (1969)

### Ginger Baker’s Air Force
- Ginger Baker’s Air Force (1970), Polydor 2662001
- Ginger Baker’s Air Force, vol. 2 (1970), Polydor 2383029

### Solo
- Live (1971, mit Fela Kuti)
- Stratavarious (1972)
- The Album (1981)
- Baker and Band – Form Humble Oranges (1982)
- Horses and Trees mit Foday Musa Suso (1986)
- Ginger Baker In Concert (1987)
- African Force (1987)
- Middle Passage (1990)
- Unseen Rain (1992)
- Ginger Baker’s Energy (1992)
- Ginger Baker The Album (1995)
- Falling off the roof (1995)
- Do What You Like (1998)
- African Force (2001)
- African Force: Palanquin’s Pole (2006)
- Why (2014)

### Baker Gurvitz Army
- Baker Gurvitz Army (1975), Vertigo 9103419
- Elysian Encounter (1976), Atco 36123
- Hearts on Fire (1976), Atco 36137
- Flying In and Out of Stardom (2003, Anthology)

### Ginger Baker and Friends
- Eleven Sides of Ginger Baker (1976), Mountain Records TOPC 5005

### Hawkwind
- Levitation (1980), Bronze Records

### Masters of Reality
- Sunrise on the Sufferbus (1992), Chrysalis Records

### Baker Sharrock Brötzmann Scopelitis Kazda
- No Material (1989), Intercord Record Service ITM 1435

### Ginger Baker Trio
- Going Back Home (1994), Atlantic 7567-82652-2
- Falling off the Roof (1996), Atlantic 7567-82900-2

### Baker Bruce Moore
- Around the Next Dream (1994), Virgin Records CDV 2745

### Ginger Baker & The DJQ2O
- Coward of the County (1999), Atlantic Records

## Schriften
- Ginger Baker: Hellraiser. The Autobiography of the World’s Greatest Drummer. John Blake, London 2010.

### Lexikalische Einträge
- Siegfried Schmidt-Joos, Barry Graves: Rock Lexikon. Reinbek 1973.
- Christian Graf, Burghard Rausch: Rockmusik Lexikon. Frankfurt 1996.
- Jonathan Buckley, Mark Ellingham: Rock Rough Guide. Stuttgart/Weimar 1998.